# Йоганн Фауст
Йога́нн Фа́уст (лат. Johannes Faustus, нім. Johann Georg Faust, англ. John Faustus) — мандрівний астролог та алхімік, який жив у першій половині XVI століття в Німеччині, легендарну біографію якого сформовано вже в епоху Реформації і впродовж століть є темою численних творів європейської літератури.

## Біографія
Дані про життя історичного Фауста є вкрай мізерними. Він народився близько 1480 року в місті Кніттлінген. У 1508 році за допомогою Франца фон Зіккінгена отримав місце вчителя в Крейцнасі, але змушений був тікати звідти через переслідування співгромадянами. Як чорнокнижник і астролог він подорожував Європою, видаючи себе за великого вченого, нахвалявся, що може здійснити всі чудеса Ісуса Христа або ж «відтворити з глибин свого пізнання всі твори Платона і Арістотеля, якби вони коли-небудь загинули для людства» (з листа абата Трітемія, 1507 рік).
Йоганес Трітеміус у листі до Йоганеса Вірдунга від 20 серпня 1507 року попереджав останнього про Георгія Сабелліка, ошуканця та шахрая, який називав себе «Георгієм Сабелліком, молодшим Фаустом, некромантом, астрологом, магом тощо». За словами Трітеміуса, у Гельнгаузені та Вюрцбурзі Сабеллік блюзнірськи вихвалявся своїми здібностями, навіть стверджуючи, що може легко відтворити всі чудеса Христа. Трітеміус стверджує, що Сабеллік отримав посаду вчителя в Зіккінгені в 1507 році, якою він зловживав, віддаючись содомії зі своїми учнями чоловічої статі, та уникнув покарання вчасною втечею.
Августин Лерхаймер писав, що Фауст мусив тікати з Кройцнаху, бо був винним у содомії.
У 1532 році йому заборонили в'їзд до Нюрнберга як «великому содоміту та некроманту».
У 1539 року його слід втрачається.

## Фауст у літературі

### «Народна книга»

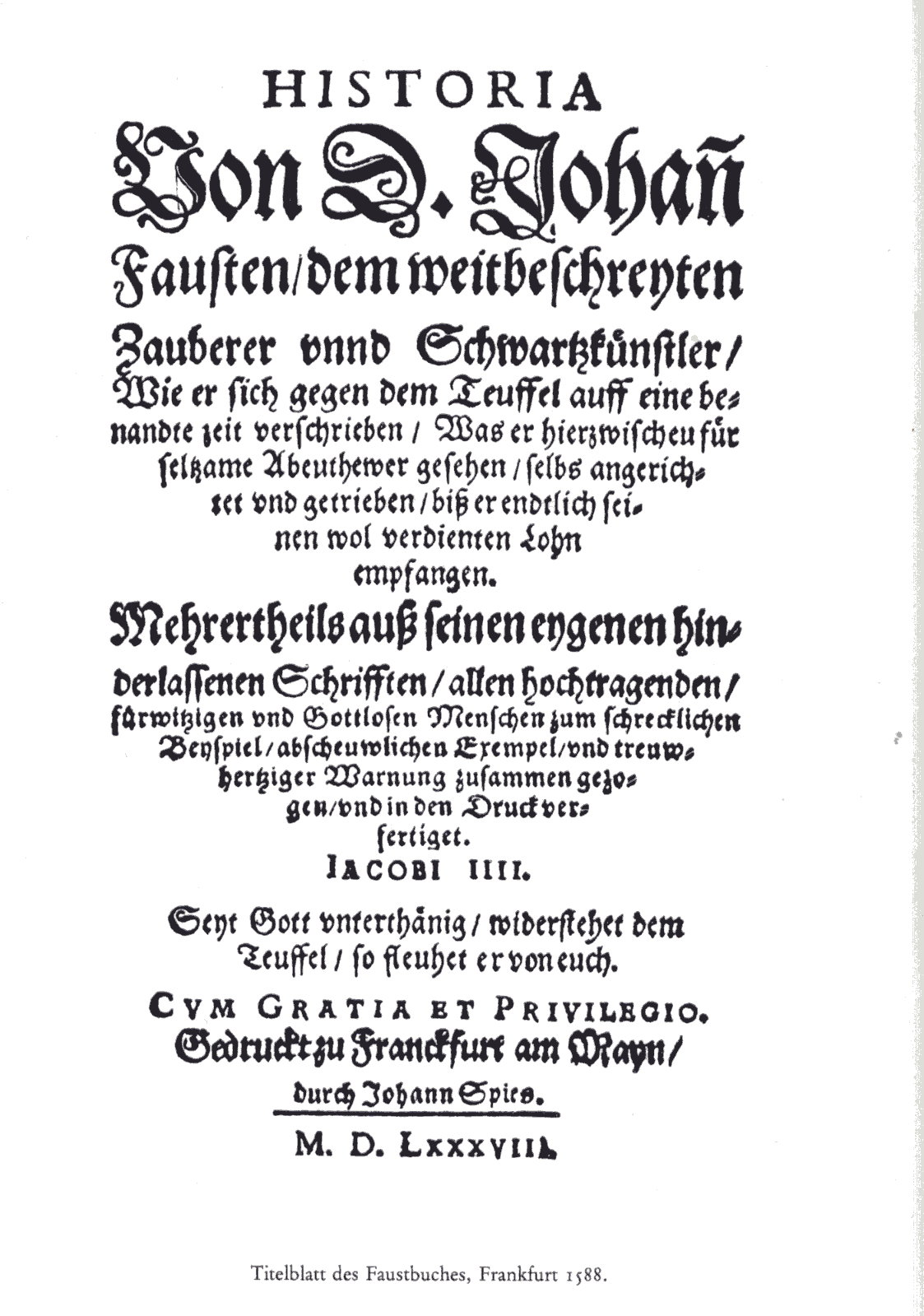
Титульна сторінка «Народної книги»

У епоху Відродження, коли ще була жива віра в чарівництво і чудо, а, з іншого боку, видатні перемоги здобувала розкріпачена від кайданів схоластики наука, фігура доктора Фауста, яка уявлялася багатьом плодом союзу відважного розуму з нечистою силою, швидко набула легендарних контурів і широкої популярності. У 1587 році у Німеччині у виданні Шпіса з'явилася перша літературна обробка легенди про Фауста, так звана «народна книга»: «historia von Dr. Iohann Fausten, dem weitbeschreiten Zauberer und Schwartzkünstler etc.» (Історія про доктора Йоганна Фауста, знаменитого чарівника і чорнокнижника). У книгу вплетені епізоди, приурочені свого часу до різних чародіїв (Симон Волхв, Альберт Великий та ін.) і віднесені в ній до Фауста. Джерелом книги, окрім усних оповідей, служили тогочасні твори з відьмацтва і «таємних» знань (книги теолога Лерхеймера, учня Меланхтона: «ein Christlich Bedencken und Erinnerung von Zauberey», 1585; книга І. Віра, учня Агриппи Неттесгеймського: «de praestigiis daemonum», 1563, нім. переклад 1567, та ін.). Автор, мабуть лютеранський клірик, зображає Фауста зухвалим нечестивцем, який вступив у союз з дияволом заради придбання великих знань і сили («Фауст відростив собі орлині крила і захотів проникнути і вивчити всі підстави неба і землі». «У його падінні позначається не що інше, як зарозумілість, відчай, зухвалість і сміливість, подібна до тих титанів, про яких оповідають поети, що вони нагромаджували гори на гори і хотіли воювати проти бога, або схожа на злого ангела, який протиставив себе богові, за що і був скинутий богом як зухвалий і пихатий»). Фінальний розділ книги оповідає про «страшний і страхітливий кінець» Фауста: його розривають біси, і душа його йде в пекло. Характерно при цьому, що Фаусту додані риси гуманіста. Ці риси помітно посилені у виданні 1589.

#### Фауст у Кає
У 1603 році П'єр Кає публікує французький переклад народної книги про Фауста.

#### Фауст у Марло
Народною книгою про Фауста скористався англійський драматург XVI ст. Крістофер Марло, перу якого належить перша драматична обробка легенди. Його трагедія «the tragical history of the life and death of Doctor Faustus» (видана в 1604 році, 4-е видання 1616 рік) зображує Фауста титаном, охопленим жагою до знань, багатства і сили. Марло підсилює героїчні риси легенди, перетворюючи Фауста на носія героїчних елементів європейського Ренесансу. Від народної книги Марло запозичує чергування серйозних і комічних епізодів, а також трагічний фінал легенди про Фауста, який пов'язаний з темою засудження Фауста і його відважних поривів.

#### Фауст у Відмана
Імовірно на початку XVII століття трагедію Марло занесено англійськими бродячими комедіантами до Німеччини, де трансформувалася в лялькову комедію, яка одержала значне розповсюдження (їй, між іншим, багатьом зобов'язаний Гете при створенні свого «Фауста»). Народна книга лежить також в основі твору Г. Р. Відмана про Фауста (Widman, wahrhaftige Historie etc.), який вийшов у Гамбурзі в 1598. Відман, в протилежність Марло, підсилив моралістичні і дидактичні для клерикалізму тенденції «народної книги». Для нього історія про Фауста насамперед — оповідання про «жахливі та огидні гріхи і провину» прославленого чорнокнижника; свій виклад легенди про Фауста він педантично оснащує «необхідними нагадуваннями і чудовими прикладами», які мусять служити для загального «повчання і застереження».

#### Фауст у XVIIIст.
По слідах Відмана пішов Пфіцер (Pfitzer), який опублікував у 1674 році свою обробку народної книги про Фауста.
Виняткову популярність тема Фауста отримала у Німеччині в другій половині XVIII століття в середовищі письменників періоду «бурі і натиску» [Лессінг — фрагменти нездійсненої п'єси, живописець Мюллер — трагедія «Fausts Leben dramatisiert» (Життя Фауста, 1778), Клінгер — роман «Fausts Leben, Thaten und Höllenfahrt», Гете — трагедія «Фауст» (1774–1831). Письменників-штюрмерів Фауст привернув своїм відважним титанізмом, бунтарським посяганням на традиційні норми. Під їхнім пером він набув рис «бурхливого генія», який зневажає закони навколишнього світу. Штюрмерів привертав також «готичний» колорит легенди, її ірраціональний елемент. При цьому штюрмери, особливо Клінгер, поєднали тему про Фауста з різкою критикою абсолютистського для феодалізму порядку (наприклад, картина лиходійств старого світу в романі Клінгера: свавілля феодала, злочини монархів і духівництва, розбещеність пануючих станів, портрети Людовіка XI, Александра Борджіа та ін.).

### «Фауст» Гете

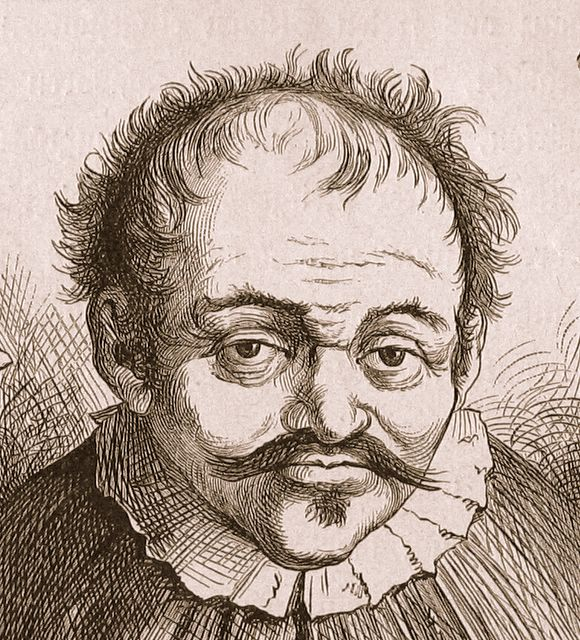
Доктор Фауст

Наймогутнішого свого художнього виразу тема Фауста досягла в трагедії Гете. У трагедії зі значною рельєфністю відбилася вся багатогранність Гете, вся глибина його літературних, філософських і наукових шукань: боротьба за реалістичний світогляд, гуманізм тощо.
Якщо у «Прафаусті» (1774–1775) трагедія мала ще фрагментарний характер, то з появою прологу «На небі» (написаний 1797 року, видавництво — 1808 року) вона прийняла контури свого роду гуманістичної містерії, всі численні епізоди якої об'єднані єдністю художнього задуму. Фауст виріс у колосальну фігуру. Він — символ можливостей і долі людства. Його перемога над квієтизмом, над духом заперечення і згубної порожнечі (Мефістофель) знаменує тріумф творчих сил людства, його неземної життєздатності й творчої потужності. Але на шляху до перемоги Фаусту призначено пройти ряд «освітніх» ступенів. З «малого світу» бюргерських буднів він увійшов у «великий світ» естетичних і цивільних інтересів, межі сфери його діяльності розширилися, в них включилися все нові області, поки перед Фаустом не розкрилися космічні простори фінальних сцен, де шукаючий творчий дух Фауста злився з творчими силами Всесвіту. Трагедія пронизана пафосом творчості. Тут немає нічого застиглого, непорушного, тут все — рух, розвиток, безперервне «наростання», могутній творчий процес, який відтворює себе на все вищих щаблях розвитку духу.
У цьому відношенні знаменний сам образ Фауста — невтомного шукача «вірного шляху», позбавленого бажання зануритися в бездіяльний спокій; відмінною рисою характеру Фауста є «незадоволеність» (Unzufriedenheit), яка вічно штовхає його на шлях невпинної дії. Фауст погубив Гретхен, оскільки він відростив собі орлині крила і вони ваблять його за межі задушливої бюргерської світлиці; він не замкнув себе у світі мистецтва і досконалої краси, бо царство класичної Єлени виявляється у результаті всього лише естетичною видимістю. Фауст жадав великої справи, відчутної і плідної, і він закінчив своє життя вождем вільного народу, який на вільній землі будує своє благополуччя, відвойовуючи у природи право на щастя. Пекло втрачає над Фаустом свою силу. Невтомно діяльний Фауст, який знайшов «вірний шлях», удостоюється космічного апофеозу. Так під пером Гете старовинна легенда про Фауста прийняла глибоко гуманістичний характер. Слід зазначити, що завершальні сцени «Фауста» писалися в період стрімкого підйому молодого європейського капіталізму і частково відображали успіхи капіталістичного прогресу. Проте велич Гете в тому, що він вже бачив темні сторони нових суспільних стосунків і в своїй поемі намагався піднестися над ними.

### Образ Фауста в епоху романтизму
На початку XIX століття образ Фауста своїми готичними контурами привертав романтиків. Фауст — мандрівний шарлатан XVI ст. — виступив у романі Арніма «Die Kronenwächter», I Bd., 1817 (Варта корони). Легенду про Фауста розвивали Граббе («Don Juan und Faust», 1829 пік), Ленау («Faust», 1835–1836, Гейне ["Фауст" (поема, призначена для танців, «Der Doctor Faust». Ein Tanzpoem., 1851) та ін.]. Ленау, автор найзначнішої після Гете розробки теми, зображував Фауста подвійним бунтарем, який сумнівається, приреченим.
Марно мріючи «з'єднати мир, бога і себе», Фауст Ленау падає жертвою підступів Мефістофеля, в якому втілені сили зла і роз'їдаючого скепсису, які ріднять його з Мефістофелем Гете. Дух заперечення і сумніву торжествує над бунтарем, пориви котрого виявляються безкрилими і нікчемними. Поема Ленау знаменує початок розпаду гуманістичної концепції легенди. В умовах зрілого капіталізму тема про Фауста в її ренесансно-гуманістичному трактуванні не могла вже отримати повноцінного втілення. «Фаустівський дух» відлітав від культури наприкінці XIX і XX століть, коли вже не було значних в художньому відношенні обробок легенди про Фауста.

### Фауст у Росії
У Росії легенді про Фауста віддав належне О. С. Пушкін в своїй чудовій «Сцені з Фауста». З відгомонами гетівського «Фауста» ми зустрічаємося в «Дон-жуані» А. К. Толстого (пролог, фаустівські риси Дон-жуана, що тужить над розгадкою життя, — прямі ремінісценції з Гете) і в розповіді в листах «Фауст» І. С. Тургенєва.

#### Фауст у Луначарського
У XX ст. найцікавіший розвиток теми Фауста дав А. В. Луначарський в своїй драмі для читання «Фауст і місто» (написана в 1908, 1916, видавництво Наркомпроса, П., в 1918). Виходячи із фінальних сцен другої частини гетевської трагедії, Луначарський змальовує Фауста освіченим монархом, що верховодить країною, відвойованою ним біля моря. Проте опікуваний Фаустом народ вже дозрів для звільнення від кайданів самовладдя, відбувається революційний переворот, і Фауст вітає те, що відбулося, бачачи в нім здійснення своїх давніх мріянь про вільний народ на вільній землі. У п'єсі відбито передчуття соціального перевороту, початки нової історичної ери. Мотиви фаустівської легенди привертали В. Я. Брюсова, що залишив повний переклад «Фауста» Гете (ч. 1 надрукована в 1928), повість «Вогненний ангел» (1907-1908), а також вірш «Klassische Walpurgisnacht» (1920).

## Список творів
- Historia von Dr. Iohann Fausten, dem weitbeschreiten Zauberer und Schwartzkünstler etc. (Історія про доктора Фауста, відомого чаклуна і чорнокнижника), (1587)
- Г. Р. Відман (Widman), Wahrhaftige Historie etc., (1598)
- Ахім фон Арнім «Die Kronenwächter» (Стражи короны), (1817)
- Генріх Гейне: Фауст (Der Doktor Faust. Ein Tanzpoem) , поема, призначена для танців (1851)
- Теодор Шторм: Поле-лялькар (Pole Poppenspäler), новела (1875)
- Генріх Манн: Учитель Гнус (Professor Unrat), (1904)
- Томас Манн: Доктор Фаустус (Doktor Faustus) (1947)
- Roman Möhlmann: Faust und die Tragödie der Menschheit (2007)
- Роджер Желязни, Роберт Шеклі: «Як з Фаустом тобі не поталанило…» (Roger Zelazny & Robert Sheckley: «If at Faust you don't succeed») (1993)

### П'єси

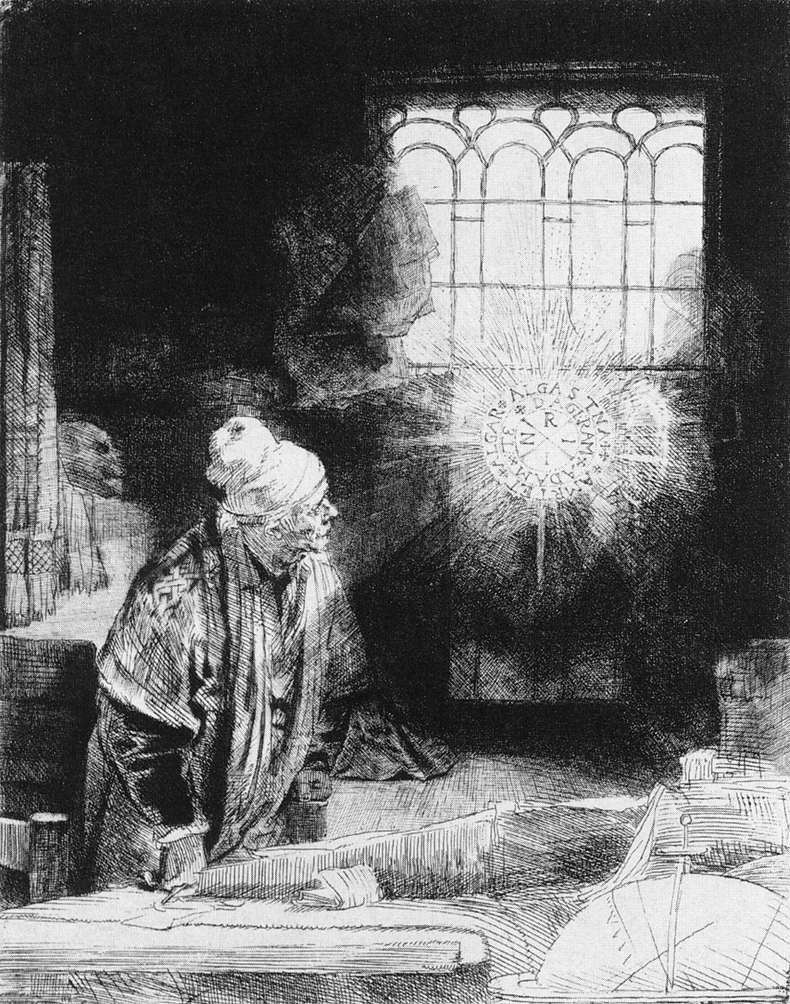
Рембрандт. «Фауст», гравюра

- Крістофер Марло: Трагічна історія доктора Фаустуса (Tragicall History of Doctor Faustus), (1590)
- John Rich: The Necromancer (1723)
- Гете:
  - Прафауст (Urfaust)
  - Фауст, ч. 1 (Faust I)
  - Фауст, ч. 2 (Faust II)
- Фрідріх Максиміліан Клінгер: Фауст, його життя, діяння падіння в пекло (Fausts Leben, Thaten und Höllenfahrt) (1791)
- Ернст Август Клінгеманн (Ernst August Klingemann): Фауст (Faust) (1816)
- Хрістіан Дітріх Грабе: Дон Жуан і Фауст (Don Juan und Faust) (1828)
- А. С.Пушкін. Сцена із «Фауста»
- Ніколаус Ленау: Фауст (Faust) (1836)
- І. Тургенєв. Фауст, (1856)
- Фрідріх Теодор Фішер: Фауст. Трагедія в двох частинах (Faust. Der Tragödie dritter Teil) (1862)
- А. В. Луначарський: Фауст і місто, 1908
- Дороті Сейерс: (The Devil to Pay) (1939)
- Wolfgang Bauer: Herr Faust spielt Roulette (Гер Фауст грає в рулетку) (1986)
- Günther Mahal (Hrsg.): Doktor Johannes Faust — Puppenspiel (Доктор Іоанн Фауст — Ляльковий театр).
- Werner Schwab: Faust: Mein Brustkorb: Mein Helm. (1992)
- Pohl, Gerd-Josef: Faust — Geschichte einer Höllenfahrt Textfassung für die Piccolo Puppenspiele, 1995

## Фауст в образотворчому мистецтві
Ряд художників-романтиків (Делакруа, Корнеліус, Ретш — Retzsch) ілюстрував трагедію Гете.
Рембрандт (офорт «Фауст»), Каульбах та інші також розвивали тему Фауста. В Росії — Врубель (панно триптих).

## Фауст у музиці
Легенда про Фауста збагатила не тільки художню літературу. В музиці тему Фауста розвивали Берліоз, Гуно, Бойто, Вагнер, Бузоні та інші.
- Людвіг ван Бетховен: Opus 75 no 3 Жив в Фулі король (Es war einmal ein König) (Пісня, 1809)
- Людвіг Шпор: Фауст (Faust) (Опера, 1832)
- Гектор Берліоз: Засудження Фауста (La Damnation de Faust) (Ораторія, 1845—46)
- Роберт Шуман: Сцени з «Фауста» Гете (Szenen aus Goethe's Faust) для голосу, хору та оркестру, 1844—1853
- Ференц Ліст: Фауст-симфонія (Eine Faust-Sinfonie), 1324—57
- Ференц Ліст: Мефісто-вальс (Mephisto-Walzer) для фортепіано, 1883
- Ференц Ліст: Мефісто-полька" (Mephisto-Polka) для фортепіано, 1883
- Ференц Ліст: Соната сі-мінор для фортепіано, 1854-53
- Шарль Гуно: Фауст (Faust) (Опера, 1859)
- Арріго Бойто: Мефістофель (Mefistofele) (Опера, 1868)
- Густав Малер: Symphonie Nr. 8, (1906—1807)
- Ферруччо Бузоні: Доктор Фауст (Doktor Faust) (Опера, 1916—25)
- Альфред Шнітке: Фауст (Faust) (Кантата, 1982—83)
- Альфред Шнітке: Історія доктора Йоганна Фауста (Опера, 1994)
- Rudolf Volz: Faust — Die Rockoper
- Паскаль Дюсапен: Faustus. The Last Night (опера, 2006)